# Tympanoplastik
Die Tympanoplastik (griechisch tympanon, „Pauke“; Paukenhöhle des Ohrs; Plastik: chirurgische Wiederherstellung) ist eine Operation des Ohres, bei der Trommelfell (Membrana tympani, Myrinx) oder Gehörknöchelchenkette oder beides repariert oder wiederhergestellt werden.
Erforderlich wird die Tympanoplastik bei einer bleibenden Trommelfellperforation oder bei Defekten der Gehörknöchelchenkette vor allem durch Verletzung, Entzündung oder Cholesteatom.

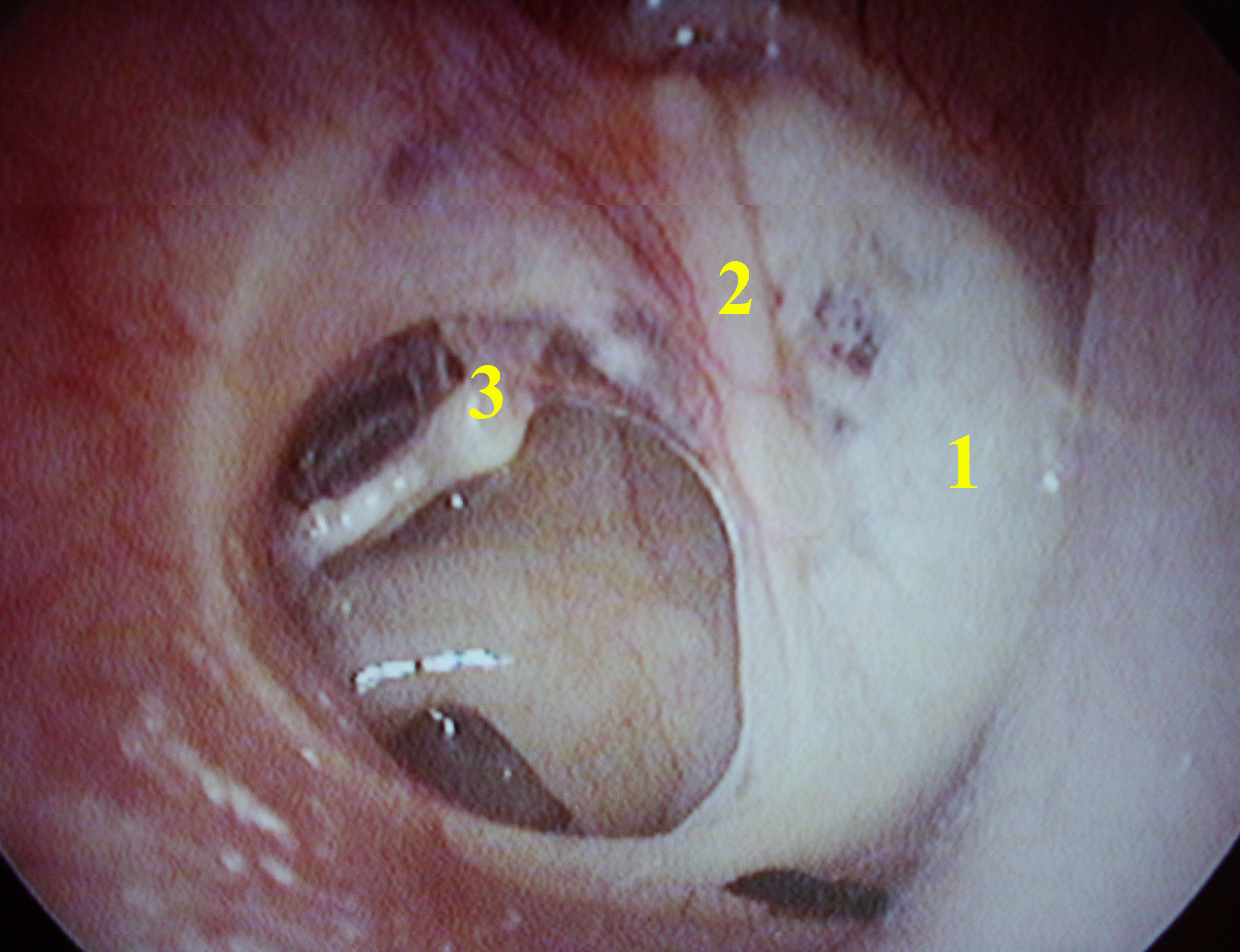
Perforiertes Trommelfell, Membrana tympani. Man sieht unter 1) eine Tympanosklerose 2) den Hammerstiel, Manubrium mallei 3) den Steigbügelkopf, Stapes

## Geschichte der Tympanoplastik
Mit Joseph Toynbee (1815–1866) begann die wissenschaftlich begründete Otologie (Ohrenheilkunde), indem er durch seine Untersuchungen über die pathologische Anatomie des Ohres eine solide Basis schuf. Emil Berthold (1837–1906) versuchte erstmals operativ einen Trommelfelldefekt zu decken. Er nannte das Verfahren Myringoplastik. Berthold verwendete ein aus dem Oberarm explantiertes Gewebestück Haut, das er nach entsprechender Vorbehandlung mit der Wundfläche gleichmäßig auf den Trommelfellrand andrückte, sodass die Perforationsstelle gleichmäßig bedeckt wurde. Der äußere Gehörgang wurde dann behutsam mit Baumwollwatte ausgefüllt, ohne das Transplantat dabei zu verschieben. Später benutzte Berthold, nach Versuchen mit unterschiedlichen Materialien, die äußere Eihaut (äußere Schalenhaut) von einem Hühnerei; dabei waren die Ergebnisse von großer Schwankungsbreite. Rudolf Haug, ein Münchner Assistenzarzt, fand heraus, dass es entscheidend war, welche Seite der Eihaut auf den Trommelfelldefekt platziert wurde.
Es existieren einige etwas abweichende Einteilungen der Tympanoplastik nach dem Ausmaß der Rekonstruktion, die ursprünglich auf Horst Ludwig Wullstein zurückgehen. Nach einer gängigen Einteilung wird unterschieden:

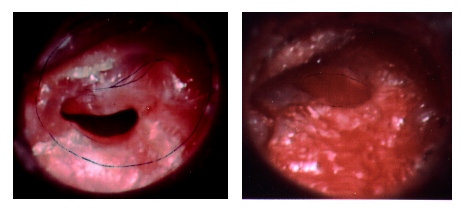
Trommelfellperforation vor und nach Tympanoplastik

- Myringoplastik: Alleinige Wiederherstellung des Trommelfelles.
- Typ I: Wiederherstellung des Trommelfelles und sanierende Maßnahmen im Mittelohr bei intakter Gehörknöchelchenkette.
- Typ II: Wiederherstellung der Gehörknöchelchenkette (und gegebenenfalls des Trommelfelles) bei intaktem Steigbügel (Stapes).
- Typ III: Wiederherstellung der Gehörknöchelchenkette (und gegebenenfalls des Trommelfelles) bei defektem Steigbügel (Stapes).
- Typ IV: Abdeckung des runden Fensters zum Schallschutz (Schallprotektion).

## Operation
Der Eingriff erfolgt in örtlicher Betäubung oder Allgemeinnarkose. Es wird entweder durch den Gehörgang nach einem kleinen Schnitt im Gehörgangseingang oder nach einem Schnitt hinter dem Ohr operiert. Die Operation erfolgt unter dem Operationsmikroskop. Mitunter muss eine knöcherne Einengung des Gehörganges mit einem Diamantbohrer aufgebohrt oder einem sogenannten Löffel abgetragen werden, damit das Trommelfell vollständig einsehbar wird. Wenn keine Otosklerose vorliegt, der Steigbügel also normal beweglich und intakt ist, liegt oft ein Defekt des langen Ambossfortsatzes vor. Der Amboss wird dann entnommen und sein Körper zwischen Steigbügel und dem langen Hammergriff positioniert. Eine unterbrochene Gehörknöchelchenkette kann auch durch Prothesen aus Metall, Keramik oder Kunststoff rekonstruiert werden. Hat das Trommelfell ein Loch, wird es mit körpereigener Muskel- oder Knorpelhaut (Perichondrium) oder mit einer Knorpelscheibe verschlossen. Am Ende der Operation wird der Schnitt vernäht und der Gehörgang für 3 Wochen tamponiert.

## Komplikationsmöglichkeiten und Risiken
In der Regel kurzzeitiger Wundschmerz; leichte und unbedenkliche Nachblutung; fortbestehendes Ohrenlaufen; vorübergehendes oder anhaltendes Ohrensausen (Tinnitus); vorübergehender oder anhaltender Schwindel (Vertigo); meist nur vorübergehende Geschmacksstörungen, wenn die Chorda tympani gedehnt wurde oder gekappt werden musste; ausbleibende Hörverbesserung; selten Zunahme des Hörverlustes bis hin zur Ertaubung; erneutes Loch im Trommelfell; Wiederauftreten einer Eiterung aus dem Mittelohr; kosmetisch störende Narben oder Keloid; narbige Gehörgangsverengung; Entzündung des Knorpels der Ohrmuschel; selten Gesichtsnervlähmung (Fazialisparese).